# 島田宿

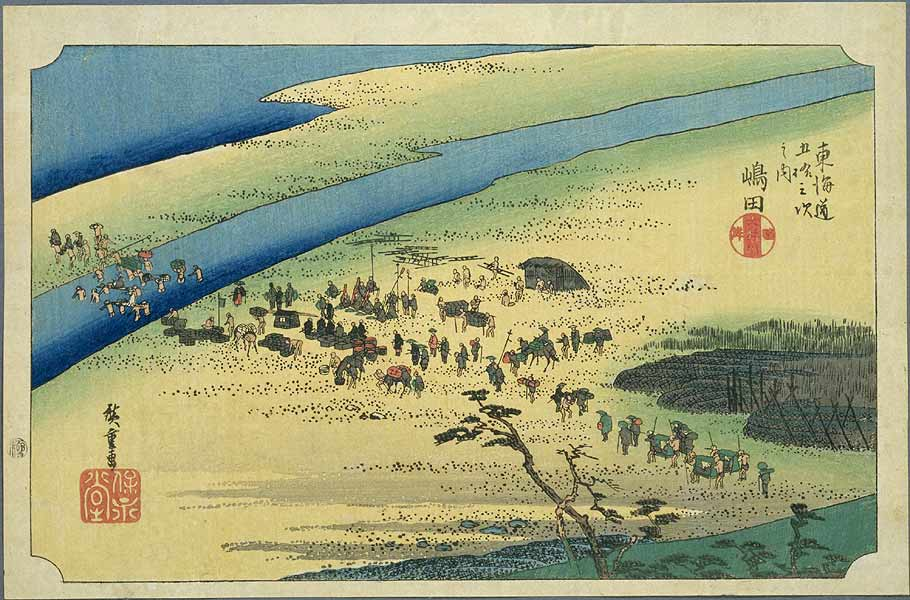
歌川広重『東海道五十三次・嶋田』

島田宿 （しまだしゅく、しまだじゅく、旧名「嶋田宿」）は、東海道五十三次の23番目の宿場である。

## 概要
現在の静岡県島田市。大井川の左岸（江戸側）にあるため、増水で大井川の川越が禁止されると、お伊勢詣りなどの江戸から京都方面へ上る旅客が足止めされ、さながら江戸のような賑わいをみせた。長雨により、滞在費と遊興費に所持金を使い果たすことも珍しくなかった。そのため、所持金が無くなったり宿が満員になった際に家を借りた名残で、島田の旧・東海道沿いには御仮屋という地名がある。
「箱根八里は馬でも越すが 越すに越されぬ 大井川」と詠われた、東海道の難所の一つである。かつての川越し宿場は「島田宿大井川川越遺跡」として国の史跡となっている。
大井川上流から切り出された木材の集積地としても発展。元禄期には運河が開削され、栃山川、木屋川を経て、和田湊（現在の焼津漁港南部）から江戸に運ばれた。

## 最寄り駅
- JR東海道本線 島田駅

## 史跡・みどころ
- 島田帯祭
- 島田髷祭
- 島田宿大井川川越遺跡
- 蓬萊橋
- 島田市博物館

## 隣の宿
東海道
藤枝宿 - 島田宿 - 金谷宿